# Élections municipales de 1985 à Québec
Les élections municipales de 1985 à Québec se sont déroulées le 17 novembre 1985.